# Dolina Górnej Narwi
Dolina Górnej Narwi (843.36) – mezoregion fizycznogeograficzny w północno-wschodniej Polsce, w środkowo-wschodniej części Niziny Północnopodlaskiej. Ciągnie się wzdłuż doliny górnego biegu Narwi, od granicy Białorusi na wschodzie po Kotlinę Biebrzańską na północy. Początkowo wykorzystuje równoleżnikową pradolinę oddzielającą Wysoczyznę Białostocką na północy od Równiny Bielskiej na południu. Pod Surażem skręca gwałtownie na północ, granicząc od zachodu z  Wysoczyzną Wysokomazowiecką.
Dno Doliny Górnej Narwi jest zabagnione przy czym Narew tworzy (szczególnie w końcowym odcinku) liczne meandry. Takie położenie skutkuje brakiem miast – jedynym ośrodkiem miejskim w regionie jest miasteczko Suraż.
Na terenie Doliny Górnej Narwi utworzono w latach 80. Narwiański Park Krajobrazowy w 1996 roku przekształcony w Narwiański Park Narodowy (z części powierzchni parku krajobrazowego został utworzony park narodowy, pozostała część leży w jego otulinie).